# Bernard Malivoire
Pour les articles homonymes, voir Malivoire.
Bernard Malivoire, né le 20 avril 1938 à Paris et mort le 18 décembre 1982 à Boulogne-Billancourt des suites d'un accident de voiture, est un ancien rameur français, barreur à l'âge de 14 ans de l'équipe de France médaillé d'or aux Jeux olympiques de 1952 aux côtés de Gaston Mercier et Raymond Salles.

## Club
- Société Nautique de la Marne (Nogent-sur-Marne)

## Palmarès

### Jeux olympiques
- Médaille d'or en deux barré aux Jeux olympiques d'été de 1952

### Championnats de France
- Champion de France en deux barré en 1952